# Marie Fikáčková
Marie Fikáčková (* 9. September 1936 in Sušice; † 13. April 1961 in Prag) war eine tschechoslowakische Krankenschwester und Mörderin.

## Leben
Fikáčková (geb. Schmidl) wurde in eine deutsche Familie geboren. Im Jahr 1955 schloss sie die medizinische Schule in Klatovy ab. Ab 1957 arbeitete sie als Krankenschwester in der Neugeborenenabteilung im Krankenhaus in Sušice. Noch kurz vor ihrer Verhaftung wollte die Krankenhausleitung sie zur Oberschwester befördern.
Am 23. Februar 1960 starben während ihrer Arbeitsschicht plötzlich zwei Neugeborene. Bei der Obduktion wurde festgestellt, dass die Babys eines gewaltsamen Todes gestorben waren. Vier Tage später, am 27. Februar, wurde Fikáčková an ihrem Arbeitsplatz festgenommen. Bei der anschließenden Vernehmung gestand sie die Morde an beiden Babys und an acht weiteren. Sie erklärte, sie habe das Geschrei der Kinder nicht ertragen können.
Das Todesurteil wurde nach einem Prozess am 6. Oktober 1960 verkündet. Am 13. April 1961 wurde Fikáčková im Alter von 24 Jahren im Gefängnis Pankrác in Prag erhängt.